# Edwin Jarvis
Edwin Jarvis è un personaggio dei fumetti statunitensi creato da Stan Lee (testi) e Jack Kirby (disegni), pubblicato dalla Marvel Comics. La sua prima apparizione avviene in Tales of Suspense (vol. 1) n. 59 (novembre 1964).
È il fedele maggiordomo di Tony Stark e dei Vendicatori, tanto benvoluto dal gruppo da fare sì che essi lo considerino alla stregua di un loro membro onorario.
Nel Marvel Cinematic Universe, Jarvis funge da base per un'intelligenza artificiale nota come J.A.R.V.I.S., doppiata da Paul Bettany, mentre lo stesso Edwin Jarvis è stato interpretato da James D'Arcy nella serie televisiva della ABC Agent Carter e nel film del 2019 Avengers: Endgame.

## Biografia del personaggio

### Primi anni
Nato a Brooklyn, New York, da una famiglia di origini britanniche, durante la seconda guerra mondiale Edwin Jarvis serve il suo paese arruolandosi nella Royal Air Force. Tornato in patria al termine del conflitto trova lavoro come maggiordomo presso i magnati dell'industria bellica Howard e Maria Stark, divenendo poi il mentore di loro figlio Tony a seguito della tragica morte della coppia in un incidente d'auto.
Una volta cresciuto Tony diviene il supereroe Iron Man e si unisce ai Vendicatori permettendo loro di usare come base il maniero in cui visse da bambino e affidando a Jarvis il compito di provvedere alle necessità degli eroi. Il maggiordomo, orgoglioso di potere servire persone tanto coraggiose e nobili, diventa per molti di loro anche un consigliere e un prezioso amico sempre presente sia nei momenti più gloriosi che in quelli più tragici della storia del gruppo: il ritrovamento di Capitan America, il matrimonio di Visione e Scarlet, il divorzio dei Pym e la caduta nell'alcolismo di Tony.
Jarvis ha inoltre spesso fatto da babysitter a Franklin Richards (il figlio di Mister Fantastic e la Donna invisibile) ed è stato per anni amico di penna di Lupe Santiago (Silverclaw), che lo considera al pari di uno zio.
Jarvis è anche stato però un'occasionale vittima dei complotti orditi dai nemici del gruppo supereroistico: in un'occasione Ultron lo ha ipnotizzato per farsi rivelare i codici di disattivazione dei sistemi d'allarme della base dei Vendicatori impiantatogli poi un falso ricordo affinché nessuno lo collegasse a lui, mentre in un'altra occasione i Signori del male del Barone Zemo occupano la base degli eroi, mandando in coma Ercole, imprigionando Capitan America e costringendolo a osservare impotente mentre Mister Hyde massacra Jarvis.
La violenza subita in tale circostanza provoca gravi danni fisici al maggiordomo che, per un certo periodo, è costretto a portare una benda su un occhio e a camminare con un bastone; sebbene nulla di tutto ciò lo faccia desistere dal proseguire integerrimo nel suo lavoro.

### Civil War
Quando i Vendicatori si sciolgono Jarvis si prende una vacanza per la prima volta dopo anni ma, nel momento in cui Iron Man e Capitan America formano i Nuovi Vendicatori, riprende le sue mansioni al servizio degli eroi. Durante questo periodo allaccia una relazione sentimentale con May Parker, la zia dell'Uomo Ragno che però, non appena scoppia la guerra civile dei superumani, seppur inizialmente schierato con Tony, ha una crisi di coscienza e passa dalla parte di Capitan America, abbandonando la Stark Tower insieme alla sua famiglia. Jarvis e May rimangono di conseguenza separati fino al momento in cui ella finisce all'ospedale dopo essere stata ferita da un sicario di Kingpin, cosa che gli provoca un crollo nervoso. Il successivo patto stretto dall'Uomo Ragno con Mefisto volto a salvare la vita della donna cancella tuttavia numerosi eventi dalla linea temporale, incluso la relazione tra Jarvis e May.

### Secret Invasion
Nel corso dell'invasione segreta degli Skrull viene rivelato che Jarvis è stato sostituito, in circostanza misteriose, da una spia degli alieni mutaforma, che ha contribuito a innescare un virus informatico capace di neutralizzare le tecnologie terrestri, come l'elivelivolo S.H.I.E.L.D. e l'armatura di Iron Man. L'impostore tentata invano di rapire Maria Hill ma viene messo in fuga e cattura poi la figlia di Jessica Jones e Luke Cage, Danielle venendo infine rintracciato e assassinato da Bullseye, che riconsegna la bimba ai genitori.
Terminata la battaglia il vero Jarvis viene ritrovato tra i superstiti dell'astronave Skrull e, tornato sulla Terra, si unisce a un gruppo di supporto per vittime di rapimento alieno.

### Dark Reign
Rifiutatosi di servire gli Oscuri Vendicatori di Norman Osborn viene contattato da Ercole e Amadeus Cho per aiutarli a formare i Potenti Vendicatori; proposta che accetta immediatamente tornando al servizio degli Eroi più potenti della Terra.

## Poteri e abilità
Jarvis è stato addestrato dalla Royal Air Force divenendo un esperto pilota d'aerei, nell'utilizzo delle armi da fuoco e soprattutto nel combattimento corpo a corpo, che ha in seguito affinato sotto la guida di Capitan America in persona, e nel quale dimostra d'avere una buona competenza nonostante la debilitazione dei danni fisici arrecatigli da Mister Hyde.

## Altre versioni

### House of M
Nella realtà alternativa di House of M l'intelligenza artificiale nell'armatura di Tony è chiamata "Jarvis".

### MC2
Nel futuro alternativo di MC2 Jarvis è ancora vivo, nonostante l'età, il maggiordomo dei Vendicatori, ribattezzatisi "A-Next".

### Marvel Noir
Nella serie Iron Man Noir Edwin Jarvis è l'assistente personale nonché ingegnere privato di Tony Stark.

### Marvel Zombi
In Marvel Zombi sulla Terra si diffonde un virus che trasforma i superumani in zombie tormentati da un insaziabile fame di carne umana. I Vendicatori, infettati, sbranano Jarvis.

### Ultimate
Nell'universo Ultimate Edwin Jarvis è il maggiordomo personale di Anthony "Tony" Stark e si differenzia dalla sua controparte classica principalmente per il carattere più sarcastico e per essere dichiaratamente omosessuale. Quando il suo padrone inizia a frequentare l'enigmatica compagna di squadra Natasha Romanova Jarvis non nasconde il disappunto, l'antipatia e il sospetto nutrito verso quest'ultima che, difatti, si rivela poi essere una traditrice e lo uccide con un proiettile in fronte. La morte dell'amico è uno dei fattori scatenanti della totale discesa di Tony nell'alcolismo.
Inoltre la giovane assistente personale del fratello maggiore di Tony, Gregory Stark, è nota solo come "signora Jarvis", ma non è chiaro se vi sia una qualche parentela tra lei e Edwin. In seguito Tony assume una domestica asiatica, Linda, e un nuovo maggiordomo, William, continuando a chiamare entrambi "Jarvis".

## Altri media

### Cinema
- Edwin Jarvis compare nel film d'animazione Ultimate Avengers e nel suo sequel Ultimate Avengers 2, entrambi prodotti dai Marvel Studios e distribuiti direttamente in home video da Lions Gate Entertainment nel 2006.

### Marvel Cinematic Universe
- Edwin Jarvis, interpretato da James D'Arcy, è un comprimario della serie televisiva Agent Carter, ambientata nel Marvel Cinematic Universe (MCU). Fedele maggiordomo di Howard Stark nonché alleato e amico di Peggy Carter,[31] differentemente dalla controparte cartacea è sposato con una donna ebrea di nome Ana, interpretata da Lotte Verbeek.[32] Sarà l'ispirazione di Tony per la creazione di J.A.R.V.I.S..[33]

### Televisione
Edwin Jarvis è un personaggio secondario della serie animata I Vendicatori.

### Videogiochi
- Jarvis compare nel videogioco Marvel: La Grande Alleanza.
- J.A.R.V.I.S. è presente nel videogame Iron Man e nei suoi sequel Iron Man 2 e Iron Man 3, tutti basati sugli omonimi film.
- Jarvis è presente in Marvel Heroes.
- J.A.R.V.I.S. è un personaggio secondario di LEGO Marvel Super Heroes e LEGO Marvel's Avengers.
- In Disney Infinity 3.0 J.A.R.V.I.S. è presente.